# Kleiner Purpurastrild
Der Kleine Purpurastrild (Pyrenestes minor), auch Granatastrild genannt, ist eine afrikanische Art aus der Familie der Prachtfinken. Es werden keine Unterarten für diese Art beschrieben.

## Beschreibung
Ähnlich wie beim Purpurastrild leben auch beim Kleinen Purpurastrild groß- und kleinschnäbelige Arten dicht beieinander. Beim nahe verwandten Purpurastrild hat sich anhand von Versuchskreuzungen erwiesen, dass der Polymorphismus auf einem Genlocus liegt und dass das Allel für Großschnäbeligkeit dominant vererbt wird.
Der Kleine Purpurastrild erreicht eine Körperlänge von vierzehn Zentimetern und unterscheidet sich damit in der Größe nicht vom Purpurastrild. Beim Männchen sind Stirn und vorderer Scheitel sowie die Augengegend und die Kopfseiten bis zur Ohrgegend, die Kehle, die Kropfgegend und die Oberbrust scharlachrot. Auch die Oberschwanzdecken und die mittleren Schwanzfedern sowie die Außensäume der übrigen Schwanzfedern sind rot. Der übrige Körper ist erdbraun. Der Schnabel ist schwarz und die Augen sind braun.
Beim Weibchen sind nur die Stirn, der vordere Scheitel, die Augengegend sowie die vorderen Kropfseiten und die obere Kehle rot. Der übrige Körper ist wie beim Männchen erdbraun.

## Verbreitungsgebiet und Lebensweise
Das Verbreitungsgebiet des Kleinen Purpurastrilds ist das südliche Ostafrika. Er bewohnt dort Waldränder und dichtes Buschwerk an Wasserläufen. In Tansania kommt er auch entlang von Bewässerungsanlagen und in Mosambik in Unkrautdickichten in der Nähe von Reisfeldern im Tiefland. Er wird gewöhnlich paarweise beobachtet.
Das Verbreitungsgebiet variiert in Abhängigkeit vom Verbreitungsgebiet. Die Brutzeit fällt in die Regenzeit.

## Haltung
Der Kleine Purpurastrild wurden in den 1960er Jahren gelegentlich in geringer Anzahl eingeführt. Wie alle Purpurastrilde sind frisch importierte Vögel jedoch sehr anfällig und da Haltungsbeschreibungen fehlen, sind vermutlich alle Vögel während der Eingewöhnungsphase gestorben.

## Belege

### Einzelbelege
1. ↑   Nicolai et al., S. 108
2. ↑  Nicolai et al., S. 112.

## Weblink
- Pyrenestes minor in der Roten Liste gefährdeter Arten der IUCN 2013.2. Eingestellt von: BirdLife International, 2012. Abgerufen am 5. Februar  2014.